# Tribhanga

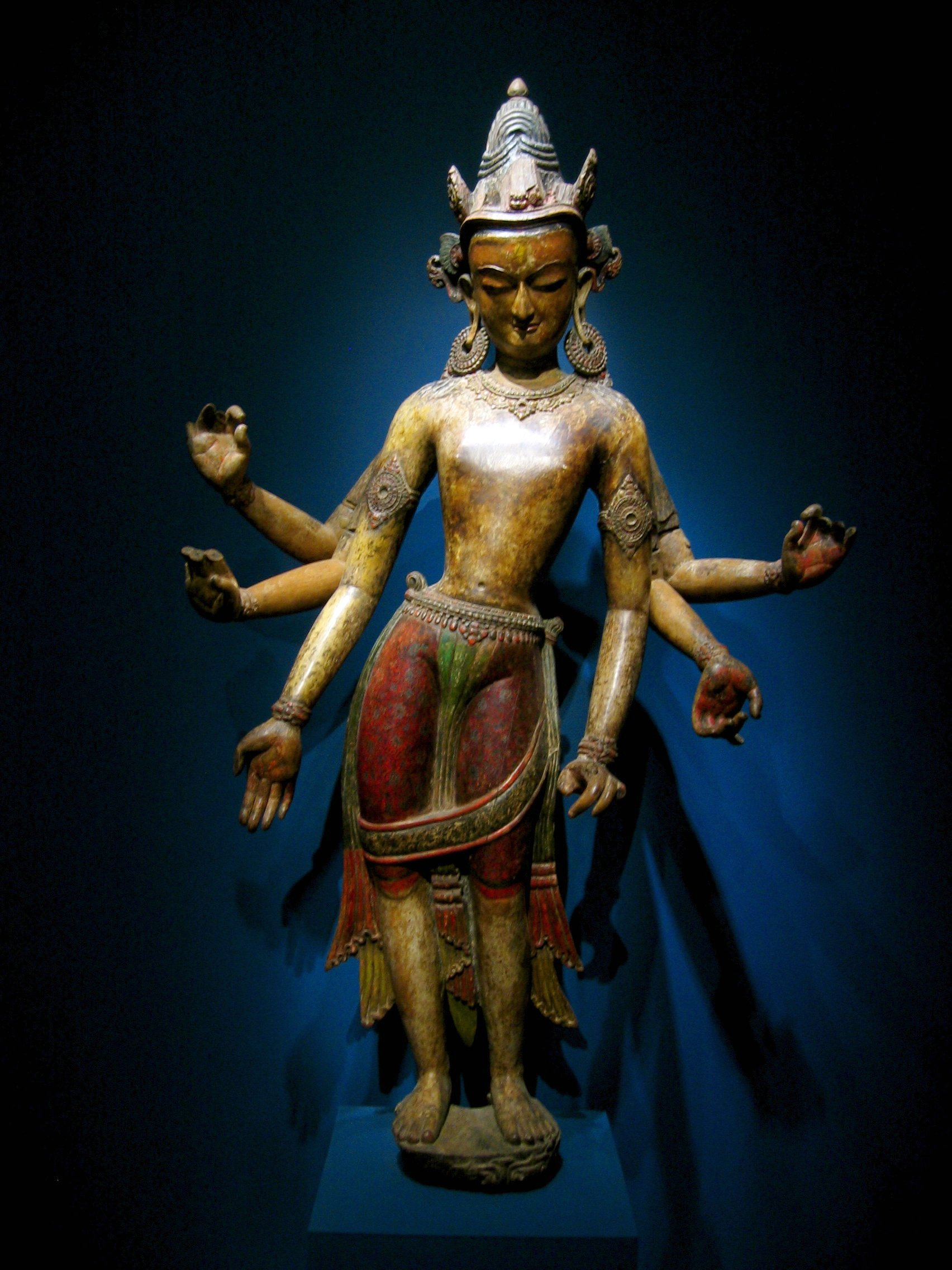
En nepalesisk gud i tribhanga-hållning

Tribhanga ("tre böjningar") kallas den slingrande posen i indisk konst och dans. Tribhanga är en stående hållning där kroppen bildar ett S genom att midja och hals svagt böjs åt olika håll.